# Cloze test
Un cloze test, a volte indicato semplicemente come cloze, è un esercizio o un test di valutazione linguistica formato da una porzione di testo dalla quale sono state rimosse alcune parole. Essenzialmente si richiede ai partecipanti di inserire le parole mancanti o, eventualmente, i sinonimi appropriati. 

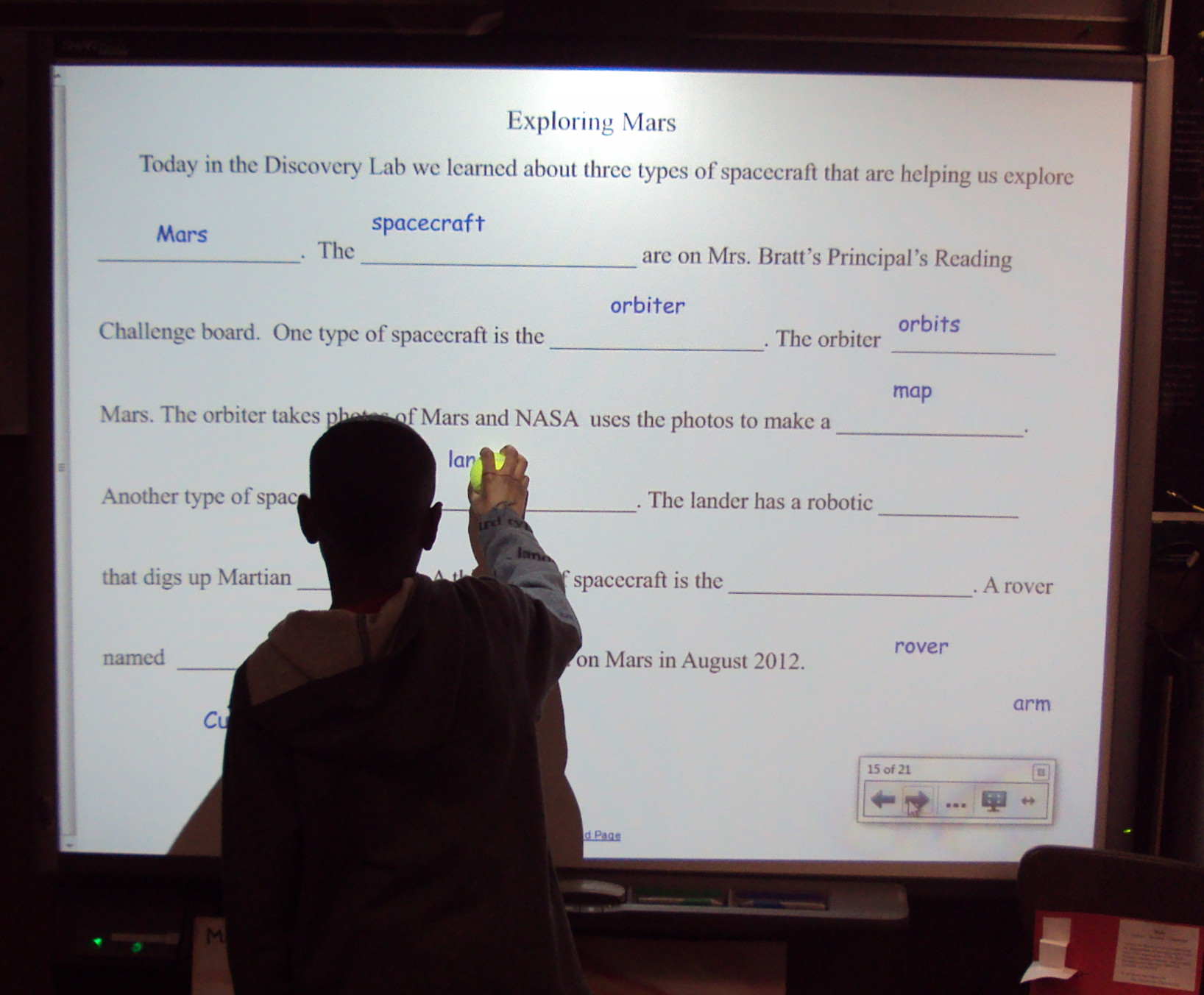
Uno studente esegue un cloze test su una lavagna interattiva multimediale

I cloze test implicano la capacità di comprendere il contesto e il vocabolario al fine di individuare quanto inserire – i termini o il loro tipo grammaticale – nelle parti cancellate di un testo; generalmente, questi esercizi sono forniti per valutare il livello di conoscenza di una lingua (lingua madre o seconda lingua) del partecipante.

## Storia
Il termine cloze deriva dall'inglese closure, presente nella teoria della Gestalt. Essa studia la capacità da parte di un essere umano di ricostruire i dati parziali provenienti da una percezione incompleta della realtà.
Il primo a descrivere in letteratura il tipo di test denominato cloze fu il giornalista Wilson Taylor. Questi riprese concetti formulati in precedenza da altri studiosi, li ampliò e li espose più organicamente: il test era da lui inteso come un misuratore della capacità di lettura silenziosa di un soggetto. Vista la semplicità del metodo proposto (basato sulla cancellazione sistematica – o casuale – da un testo di alcune delle parole che gli studenti avrebbero dovuto poi inserire), il test si diffuse inizialmente come ausilio per l'apprendimento dell'inglese come lingua madre, per essere utilizzato in seguito anche nei test internazionali per la valutazione dell'apprendimento della seconda lingua
.

## Struttura del test
La metodologia di implementazione è oggetto di una vasta letteratura accademica, anche se generalmente in ambito metacognitivo vengono utilizzate le seguenti varianti:
- i termini sono cancellati dal testo in maniera sistematica ogni numero prestabilito di parole (generalmente 5, 6 o 7);
- i termini sono cancellati dal testo in maniera progressiva (ad esempio, eliminando inizialmente una parola ogni sette, per poi passare a una ogni sei, e così a ogni cinque)[1];
- i termini sono cancellati dal testo in maniera casuale[7].

Quindi dal punto di vista metacognitivo, e considerando quanto afferma Oller in materia di test pragmatici, il cloze test non andrebbe confuso con il test gap-fill (riempimento di spazi vuoti), il quale, anche se visivamente molto simile, prevederebbe tuttavia la cancellazione mirata di parole di un tipo particolare (su base lessicale, grammaticale o funzionale), a prescindere dalla loro posizione nel testo.
I linguisti, invece, specie nell'ambito dell'insegnamento delle lingue, si sono allontanati dal concetto meccanico della cancellazione di parole ad intervalli fissi; piuttosto, tentano di sostituire con gli spazi vuoti il lessico preciso che desiderano esaminare, ma senza tenere conto della loro posizione. Per tale motivo, la differenza tra gap-fill e cloze è più sfumata: generalmente, si considerano gap-fill  quei test formati da singoli periodi con uno o due spazi vuoti; i cloze sarebbero invece quei test che utilizzano brani più lunghi con un numero maggiore di spazi. Dal punto di vista dei test linguistici, il gap-fill – con la sua brevità –aiuterebbe a valutare le specifiche capacità del linguaggio (grammatica e lessico), mentre il più lungo cloze test permetterebbe di valutare meglio la competenza linguistica degli studenti.

## Esempio
In questo tipo di test sono quasi sempre essenziali il contesto in termini linguistici e il contenuto. Considerando il seguente testo:
| Today, I went to the ____________ and bought some milk and eggs. I knew it was going to rain, but I forgot to take my ___________, and ended up getting wet on the way. |

gli studenti sarebbero tenuti a riempire gli spazi vuoti con le parole che meglio completerebbero il periodo.
Il primo spazio è preceduto da the, il quale indica che –secondo le regole della lingua inglese – il termine seguente dovrebbe essere un sostantivo o un aggettivo; dal momento però che lo spazio è seguito da una congiunzione, il periodo non sarebbe grammaticalmente corretto se non venisse inserito un sostantivo. Le parole inglesi milk e eggs ('latte' e 'uova') sono importanti per decidere quale sostantivo inserire nel primo spazio vuoto; supermarket è una risposta possibile, ma altre risposte corrette potrebbero essere store, shop, market, grocer e così via; mentre per il secondo spazio sono risposte corrette umbrella ('ombrello') o raincoat ('impermeabile').